# توکوکو کوبو
توکوکو کوبو (انگلیسی: Tokuko Kubo؛ زادهٔ ۲۱ اکتبر ۱۹۵۲) بازیکن هندبال اهل ژاپن بود.